# Sphenomorphus concinnatus
Sphenomorphus concinnatus е вид влечуго от семейство Сцинкови (Scincidae). Видът не е застрашен от изчезване.

## Разпространение и местообитание
Разпространен е в Папуа Нова Гвинея и Соломонови острови.
Обитава гористи местности, градини и плантации.

## Описание
Популацията на вида е стабилна.